# La Petite Lili
Ne doit pas être confondu avec La P'tite Lili.
Pour plus de détails, voir Fiche technique et Distribution.
La Petite Lili est un film franco-canadien réalisé par Claude Miller, sorti en 2003. Il s'agit d'une transposition moderne de la pièce de théâtre La Mouette d’Anton Tchekhov.

## Synopsis
Mado, actrice célèbre, passe ses vacances d’été à L’Espérance, sa propriété de l’Île aux Moines, en Bretagne, en compagnie de son frère Simon, de son fils Julien qui veut devenir cinéaste et de Brice, son amant du moment, réalisateur de ses derniers films. Les relations de Julien avec sa mère sont très tumultueuses. Julien est fou amoureux de Lili, une jeune fille de la région qui ambitionne d’être comédienne. Il est venu projeter son premier film expérimental à toute la famille. Lili considère Julien avec tendresse, mais elle est fascinée par Brice, cinéaste reconnu qui semble sensible à sa grâce. Un jour, il propose à Lili de tout quitter pour l’emmener à Paris. Cinq ans plus tard, Lili est devenue une actrice célèbre. Elle a quitté Brice. C’est par hasard qu’elle apprend que Julien va tourner son premier film et qu’il va raconter l’histoire qu’ils ont vécue cette année-là à L’Espérance.

## Fiche technique
- Réalisation : Claude Miller
- Scénario : Julien Boivent et Claude Miller, d'après la pièce La Mouette d’Anton Tchekhov.
- Photographie : Gérard de Battista
- Montage : Véronique Lange
- Décors : Jean-Pierre Kohut-Svelko
- Costumes : Jacqueline Bouchard
- Son : Claude La Haye
- Musique : Arvo Pärt
- Production déléguée : Annie Miller
- Coproduction : Daniel Louis et Denise Robert
- Production exécutive : Sylvestre Guarino
- Sociétés de production : Les films de la Boissière (France), Les Films Alain Sarde (France), Cinémaginaire Inc. (Canada) et Production Lili Inc. (Canada)
- Genre : drame
- Durée : 104 minutes
- Date de sortie :
  - France : 23 août 2003

## Distribution
- Ludivine Sagnier : Lili
- Robinson Stévenin : Julien Marceaux
- Nicole Garcia : Mado Marceaux
- Jean-Pierre Marielle : Simon Marceaux
- Bernard Giraudeau : Brice
- Julie Depardieu : Jeanne-Marie
- Yves Jacques : Serge
- Anne Le Ny : Léone
- Marc Betton : Guy
- Michel Piccoli : lui-même, qui joue Simon dans le film de Julien
- Louise Boisvert : l'actrice qui joue Léone dans le film de Julien
- Mathieu Grondin : l'acteur qui joue Julien dans le film de Julien
- Charles Senard : l'assistant de Julien
- Fani Kolarova
- Didier Gircourt

## Distinctions
- César du meilleur espoir féminin et du meilleur second rôle féminin pour Julie Depardieu
- Nomination pour le César du meilleur acteur dans un second rôle pour Jean-Pierre Marielle